# Sea Ranch Lakes
Sea Ranch Lakes és una població dels Estats Units a l'estat de Florida. Segons el cens del 2000 tenia 1.392 habitants.

## Demografia
Segons el cens del 2000, Sea Ranch Lakes tenia 1.392 habitants, 696 habitatges, i 421 famílies. La densitat de població era de 2.985,9 habitants/km².
Dels 696 habitatges en un 14,5% hi vivien nens de menys de 18 anys, en un 56,3% hi vivien parelles casades, en un 3,6% dones solteres, i en un 39,5% no eren unitats familiars. En el 34,3% dels habitatges hi vivien persones soles el 19,3% de les quals corresponia a persones de 65 anys o més que vivien soles. El nombre mitjà de persones vivint en cada habitatge era de 2 i el nombre mitjà de persones que vivien en cada família era de 2,56.
Per edats la població es repartia de la següent manera: un 14,5% tenia menys de 18 anys, un 2,1% entre 18 i 24, un 14,7% entre 25 i 44, un 32,5% de 45 a 60 i un 36,1% 65 anys o més.
L'edat mediana era de 57 anys. Per cada 100 dones de 18 o més anys hi havia 82,8 homes.
La renda mediana per habitatge era de 62.813 $ i la renda mediana per família de 85.729 $. Els homes tenien una renda mediana de 62.765 $ mentre que les dones 42.500 $. La renda per capita de la població era de 60.088 $. Entorn del 6,7% de les famílies i el 7% de la població estaven per davall del llindar de pobresa.

## Poblacions més properes
El següent diagrama mostra les poblacions més properes.